# Eduard Fischer
Pour les articles homonymes, voir Fischer.
 (juillet 2024).
Si vous disposez d'ouvrages ou d'articles de référence ou si vous connaissez des sites web de qualité traitant du thème abordé ici, merci de compléter l'article en donnant les références utiles à sa vérifiabilité et en les liant à la section « Notes et références ».
Ludwig Eduard Fischer est un botaniste et un mycologue suisse, né le 16 juin 1861 à Berne et mort le 18 novembre 1939.

## Biographie
Il est le fils du botaniste Ludwig Fischer et de Mathilde née Berri. Il étudie à Berne et à Strasbourg et obtient son doctorat en 1883. Il suit notamment les cours de Heinrich Anton de Bary qui l’oriente vers l’étude des champignons. Il étudie auprès de Simon Schwendener, d'August Wilhelm Eichler et de Paul Friedrich August Ascherson à Berlin en 1884-1885.
Il travaille à l’institut de botanique à l’université de Berlin à partir de 1885, est professeur-assistant de 1893 à 1897 puis professeur à partir de 1897. À cette date, il succède à son père à la direction du jardin botanique de Berne.
Fischer est notamment l’auteur de Die Uredineen der Schweiz, qui est une partie de Beiträge zur Kryptogamenflora Scheiz (1904), avec Ernest Albert Gäumann Biologie der pflanzenbewohnenden parasitischen Pilze (1929).
En 1932, il est reçu membre de la Linnean Society of London.